# ویکتور پرس (وزنه‌بردار)
ویکتور پرس (اسپانیایی: Víctor Pérez‎؛ زادهٔ ۶ مارس ۱۹۵۳) وزنه‌بردار اهل کوبا بود. وی در بازی‌های المپیک تابستانی ۱۹۸۰ شرکت کرده‌است.